# Persone di cognome Stewart
| Questa pagina contiene informazioni ricavate automaticamente dalle voci biografiche con l'ausilio del template Bio e di un bot. L'aggiornamento è periodico e automatico e ricostruisce completamente la pagina. Se manca una persona in questa lista, sei pregato di non aggiungerla, ma accertati piuttosto che la sua voce biografica contenga il template Bio e che i dati anagrafici siano correttamente compilati. Se il template Bio manca, inseriscilo tu stesso o, in alternativa, metti l'avviso {{tmp\|Bio}} che ne segnala la mancanza. Se i dati riportati sono sbagliati, correggi direttamente la voce biografica; le modifiche saranno visibili in questa lista entro pochi giorni. Per chiarimenti vedi il progetto antroponimi. La lista contiene solo le 201 persone che sono citate nell'enciclopedia e per le quali è stato implementato correttamente il template Bio. Pagina aggiornata al 7 ago 2025. |

Questa è una lista di persone presenti nell'enciclopedia che hanno il cognome Stewart, suddivise per attività principale.

## Allenatori di calcio(4)
- Arthur Stewart, allenatore di calcio e calciatore nordirlandese (Ballymena, n. 1943 - † 2018)
- Jim Stewart, allenatore di calcio e ex calciatore scozzese (Kilwinning, n. 1954)
- Ray Stewart, allenatore di calcio e ex calciatore scozzese (Stanley, n. 1959)
- Marcus Stewart, allenatore di calcio e ex calciatore inglese (Bristol, n. 1972)

## Allenatori di hockey su ghiaccio(2)
- Ron Stewart, allenatore di hockey su ghiaccio e hockeista su ghiaccio canadese (Calgary, n. 1932 - Kelowna, † 2012)
- Bill Stewart, allenatore di hockey su ghiaccio e ex hockeista su ghiaccio canadese (Toronto, n. 1957)

## Artisti(1)
- Bruce LaBruce, artista, regista e scrittore canadese (Southampton, n. 1964)

## Astrofisici(1)
- John Quincy Stewart, astrofisico statunitense (n. 1894 - † 1972)

## Astronauti(1)
- Robert Stewart, ex astronauta statunitense (Washington, n. 1942)

## Astronomi(1)
- Carlton F. Stewart, astronomo statunitense

## Attori(19)
- Ewan Stewart, attore scozzese (Glasgow, n. 1957)
- Bill Stewart, attore britannico (Liverpool, n. 1942 - Londra, † 2006)
- Booboo Stewart, attore e cantante statunitense (Los Angeles, n. 1994)
- Cameron Deane Stewart, attore statunitense (n. 1991)
- Charlie Stewart, attore statunitense (Las Vegas, n. 1993)
- Dennis Cleveland Stewart, attore e ballerino statunitense (Contea di Los Angeles, n. 1947 - Los Angeles, † 1994)
- James Stewart, attore statunitense (Indiana, n. 1908 - Beverly Hills, † 1997)
- John Clarence Stewart, attore e cantante statunitense (Stone Mountain, n. 1988)
- Johnny Stewart, attore e cantante statunitense (Brooklyn, n. 1934)
- Josh Stewart, attore statunitense (Diana, n. 1977)
- Malcolm Stewart, attore canadese (Montréal, n. 1948)
- Melville Stewart, attore e regista teatrale inglese (Londra, n. 1869 - Brooklyn, † 1915)
- Mel Stewart, attore e musicista statunitense (Cleveland, n. 1929 - Pacifica, † 2002)
- Patrick Stewart, attore e doppiatore britannico (Mirfield, n. 1940)
- Paul Anthony Stewart, attore statunitense (Filadelfia, n. 1970)
- Paul Stewart, attore e regista statunitense (New York, n. 1908 - Los Angeles, † 1986)
- Riley Thomas Stewart, attore statunitense (New York, n. 2002)
- Rob Stewart, attore canadese (Toronto, n. 1961)
- Coy Stewart, attore statunitense (Columbia, n. 1998)

## Attrici(7)
- Alexandra Stewart, attrice canadese (Montreal, n. 1939)
- Anita Stewart, attrice statunitense (Brooklyn, n. 1895 - Los Angeles, † 1961)
- Charlotte Stewart, attrice statunitense (Yuba City, n. 1941)
- Elaine Stewart, attrice e modella statunitense (Montclair, n. 1930 - Beverly Hills, † 2011)
- Kristen Stewart, attrice statunitense (Los Angeles, n. 1990)
- Sara Stewart, attrice scozzese (Edimburgo, n. 1966)
- Fivel Stewart, attrice statunitense (Beverly Hills, n. 1996)

## Bassisti(1)
- Gidget Gein, bassista e attore statunitense (Hollywood, n. 1969 - Burbank, † 2008)

## Batteristi(1)
- Bill Stewart, batterista statunitense (Des Moines, n. 1966)

## Calciatori(17)
- Cameron Stewart, ex calciatore inglese (Manchester, n. 1991)
- Cornelius Stewart, calciatore sanvincentino (Kingstown, n. 1989)
- Damion Stewart, ex calciatore giamaicano (n. 1980)
- David Stewart, calciatore scozzese (Glasgow, n. 1947 - † 2018)
- Earnie Stewart, ex calciatore statunitense (Veghel, n. 1969)
- Greg Stewart, calciatore scozzese (Stirling, n. 1990)
- Ian Edwin Stewart, ex calciatore nordirlandese (Belfast, n. 1961)
- Jack Stewart, ex calciatore statunitense (Torrance, n. 1983)
- Jordan Stewart, ex calciatore inglese (Birmingham, n. 1982)
- Kevin Stewart, ex calciatore giamaicano (Enfield, n. 1993)
- Mark Stewart, ex calciatore scozzese (Glasgow, n. 1988)
- Michael James Stewart, ex calciatore scozzese (Edimburgo, n. 1981)
- Paul Stewart, ex calciatore inglese (Manchester, n. 1964)
- Simon Stewart, ex calciatore inglese (Leeds, n. 1973)
- Thomas Stewart, calciatore nordirlandese (Craigavon, n. 1986)
- Tremaine Stewart, calciatore giamaicano (Kingston, n. 1988 - Spanish Town, † 2021)
- Trivante Stewart, calciatore giamaicano (Spanish Town, n. 2000)

## Calciatrici(1)
- Chelsea Stewart, ex calciatrice canadese (Highlands Ranch, n. 1990)

## Canoisti(1)
- Murray Stewart, canoista australiano (n. 1986)

## Canottieri(1)
- William Stewart, canottiere britannico (n. 1997)

## Cantanti(8)
- Al Stewart, cantante, polistrumentista e compositore britannico (Glasgow, n. 1945)
- Amii Stewart, cantante statunitense (Washington, n. 1956)
- Eric Stewart, cantante, chitarrista e produttore discografico britannico (Droylsden, n. 1945)
- Gary Stewart, cantante statunitense (Jenkins, n. 1944 - Fort Pierce, † 2003)
- Jermaine Stewart, cantante statunitense (Columbus, n. 1957 - Homewood, † 1997)
- Mark Stewart, cantante britannico (Bristol, n. 1960 - † 2023)
- Billy Stewart, cantante, batterista e pianista statunitense (Washington, n. 1937 - Neuse River, † 1970)
- Wynn Stewart, cantante statunitense (Morrisville, n. 1934 - † 1985)

## Cantautori(1)
- Rod Stewart, cantautore britannico (Londra, n. 1945)

## Cavalieri(1)
- Douglas Stewart, cavaliere britannico (Doonholm, n. 1913 - Midlem, † 1991)

## Cestiste(3)
- Sue Stewart, ex cestista canadese (Toronto, n. 1969)
- Azania Stewart, ex cestista britannica (Londra, n. 1989)
- Breanna Stewart, cestista statunitense (Syracuse, n. 1994)

## Cestisti(10)
- Greg Stewart, cestista statunitense (New York, n. 1960 - Miami, † 2018)
- Jimmy Stewart, cestista canadese (Kingsville, n. 1910 - Windsor, † 1990)
- Norm Stewart, ex cestista e allenatore di pallacanestro statunitense (Shelbyville, n. 1935)
- Barry Stewart, ex cestista statunitense (Shelbyville, n. 1988)
- Dennis Stewart, cestista e allenatore di pallacanestro statunitense (Steelton, n. 1947 - † 2022)
- Elijah Stewart, cestista statunitense (DeRidder, n. 1995)
- Isaiah Stewart, cestista statunitense (Rochester, n. 2001)
- Kebu Stewart, ex cestista statunitense (Brooklyn, n. 1973)
- Larry Stewart, ex cestista statunitense (Filadelfia, n. 1968)
- Michael Stewart, ex cestista statunitense (Cucq, n. 1975)

## Chimici(1)
- Alfred Walter Stewart, chimico e scrittore britannico (n. 1880 - † 1947)

## Ciclisti su strada(2)
- Campbell Stewart, ciclista su strada e pistard neozelandese (Palmerston North, n. 1998)
- Jake Stewart, ciclista su strada e pistard britannico (Coventry, n. 1999)

## Condottieri(1)
- Alexander Stewart, condottiero scozzese (n. 1454 - Francia, † 1485)

## Conduttrici televisive(1)
- Martha Stewart, conduttrice televisiva statunitense (Jersey City, n. 1941)

## Contrabbassisti(1)
- Slam Stewart, contrabbassista statunitense (Englewood, n. 1914 - Binghamton, † 1987)

## Doppiatrici(1)
- April Stewart, doppiatrice statunitense (Truckee, n. 1969)

## Drammaturghi(1)
- Michael Stewart, commediografo e librettista statunitense (New York, n. 1924 - New York, † 1987)

## Educatrici(1)
- Cora Wilson Stewart, educatrice statunitense (n. 1875 - † 1958)

## Filosofi(1)
- Dugald Stewart, filosofo britannico (Edimburgo, n. 1753 - Edimburgo, † 1828)

## Fotografi(1)
- Rob Stewart, fotografo, regista e produttore cinematografico canadese (Toronto, n. 1979 - Islamorada, † 2017)

## Generali(1)
- Giovanni Stewart, generale scozzese (n. 1481 - Mirefleurs, † 1536)

## Geologi(1)
- Iain Stewart, geologo e conduttore televisivo britannico (East Kilbride, n. 1964)

## Ginnaste(1)
- Ava Stewart, ginnasta canadese (Lebanon, n. 2005)

## Giocatori di football americano(10)
- ArDarius Stewart, giocatore di football americano statunitense (Fultondale, n. 1993)
- Darian Stewart, giocatore di football americano statunitense (Huntsville, n. 1988)
- Grover Stewart, giocatore di football americano statunitense (Camilla, n. 1993)
- James Stewart, ex giocatore di football americano statunitense (Fairfield, n. 1971)
- Jeremy Stewart, giocatore di football americano statunitense (Baton Rouge, n. 1989)
- Jonathan Stewart, ex giocatore di football americano statunitense (Fort Lewis, n. 1987)
- Josaiah Stewart, giocatore di football americano statunitense (New York, n. 2003)
- Kordell Stewart, ex giocatore di football americano statunitense (New Orleans, n. 1972)
- Shemar Stewart, giocatore di football americano statunitense (Miami, n. 2003)
- Tony Stewart, ex giocatore di football americano tedesco (Lohne, n. 1979)

## Golfisti(1)
- Payne Stewart, golfista statunitense (Springfield, n. 1957 - Mina, † 1999)

## Hockeiste su prato(1)
- Anthea Stewart, ex hockeista su prato zimbabwese (Blantyre, n. 1944)

## Lottatrici(1)
- Samantha Stewart, lottatrice canadese (London, n. 1989)

## Lunghisti(1)
- Tyron Stewart, ex lunghista statunitense (n. 1989)

## Magistrati(1)
- Potter Stewart, giudice statunitense (Jackson, n. 1915 - Hanover, † 1985)

## Matematici(1)
- Ian Stewart, matematico e scrittore britannico (Folkestone, n. 1945)

## Mezzofondisti(3)
- Ian Stewart, ex mezzofondista britannico (n. 1949)
- Lachlan Stewart, mezzofondista britannico (Alexandria, n. 1943 - Paisley, † 2025)
- Peter Stewart, ex mezzofondista britannico (n. 1947)

## Militari(4)
- Alexander Peter Stewart, militare statunitense (Rogersville, n. 1821 - Biloxi, † 1908)
- Donald Stewart, I baronetto, militare britannico (Forres, n. 1824 - Algeri, † 1900)
- John Stewart, conte di Buchan, militare e nobile scozzese (Scozia - Verneuil-sur-Avre, † 1424)
- Patrick Stewart, militare statunitense (Reno, n. 1970 - Provincia di Zabul, † 2005)

## Modelle(2)
- Crystle Stewart, modella statunitense (Houston, n. 1981)
- Margie Stewart, modella statunitense (Wabash, n. 1919 - Burbank, † 2012)

## Musicisti(4)
- Brad Stewart, musicista e compositore statunitense (Jacksonville)
- Ian Stewart, musicista britannico (Pittenweem, n. 1938 - Londra, † 1985)
- Sly Stone, musicista, cantante e produttore discografico statunitense (Denton, n. 1943 - Los Angeles, † 2025)
- Machinedrum, musicista statunitense (Eden, n. 1982)

## Nobildonne(2)
- Elizabeth Stewart, nobildonna scozzese (n. 1610 - Londra, † 1673)
- Janet Stewart, nobildonna scozzese (n. 1505 - † 1563)

## Nobili(17)
- Alexander Stewart, nobile e arcivescovo cattolico scozzese (n. 1493 - Northumberland, † 1513)
- Alexander Stewart, IV grande intendente di Scozia, nobile e politico scozzese († 1283)
- Charles Stewart, III duca di Richmond, nobile, politico e diplomatico britannico (Londra, n. 1639 - Elsinora, † 1672)
- David Stewart, Duca di Rothesay, nobile scozzese (n. 1378 - Falkland, † 1402)
- Davide Stewart, conte di Strathearn, nobile scozzese (n. 1357 - † 1386)
- Egidia di Scozia, nobile scozzese
- Esmé Stewart, III duca di Lennox, nobile scozzese (n. 1579 - † 1624)
- Esmé Stewart, II duca di Richmond, nobile inglese (n. 1649 - Parigi, † 1660)
- Frances Stewart, duchessa di Richmond, nobile inglese (Parigi, n. 1647 - † 1702)
- Francis Stewart, V conte di Bothwell, nobile e militare scozzese († 1612)
- George Stewart, IX signore d'Aubigny, nobile scozzese (Londra, n. 1618 - † 1642)
- Giacomo Stewart, duca di Ross, nobile e arcivescovo cattolico scozzese († 1504)
- James Stewart, I duca di Richmond, nobile e politico inglese (n. 1612 - † 1655)
- John Stewart, VII conte di Galloway, nobile scozzese (n. 1736 - † 1806)
- Ludovic Stewart, II duca di Lennox, nobile e politico scozzese (n. 1574 - † 1624)
- Walter Stewart, conte di Atholl, nobile scozzese (Edimburgo, † 1437)
- Walter Stewart, nobile scozzese (n. 1338 - † 1362)

## Nuotatori(1)
- Melvin Stewart, ex nuotatore statunitense (Gastonia, n. 1968)

## Nuotatrici(5)
- Helen Stewart, ex nuotatrice e pallavolista canadese (n. 1938)
- Jean Stewart, nuotatrice neozelandese (Dunedin, n. 1930 - † 2020)
- Kendyl Stewart, nuotatrice statunitense (Newton, n. 1994)
- Mary Stewart, ex nuotatrice canadese (Vancouver, n. 1945)
- Cissie Stewart, nuotatrice britannica (Dundee, n. 1911 - Troon, † 2008)

## Parolieri(1)
- Christopher Stewart, paroliere e produttore discografico statunitense (n. 1974)

## Pastori protestanti(1)
- Robert Walter Stewart, pastore protestante scozzese (Bolton, n. 1812 - Livorno, † 1887)

## Piloti automobilistici(4)
- Ian Stewart, pilota automobilistico britannico (Edimburgo, n. 1929 - Crieff, † 2017)
- Ivan Stewart, ex pilota automobilistico statunitense (Oklahoma, n. 1945)
- Jimmy Stewart, pilota automobilistico britannico (Milton, n. 1931 - Helensburgh, † 2008)
- Tony Stewart, pilota automobilistico statunitense (Rushville, n. 1971)

## Piloti motociclistici(1)
- Robbie Stewart, pilota motociclistico britannico (Perth, n. 1991)

## Pistard(2)
- Jock Stewart, pistard britannico (Dufftown, n. 1883 - Bishop's Stortford, † 1950)
- Mark Stewart, pistard e ciclista su strada britannico (Dundee, n. 1995)

## Poetesse(1)
- Susan Stewart, poetessa statunitense (Pennsylvania, n. 1952)

## Polistrumentisti(1)
- David A. Stewart, polistrumentista, cantautore e produttore discografico britannico (Sunderland, n. 1952)

## Politici(7)
- Alan Stewart, X conte di Galloway, politico scozzese (n. 1835 - † 1901)
- Charles Stewart, III marchese di Londonderry, politico e ufficiale irlandese (Dublino, n. 1778 - Londra, † 1854)
- Chris Stewart, politico e militare statunitense (Logan, n. 1960)
- Duncan Stewart, politico britannico (Witkleifontein, n. 1904 - Singapore, † 1949)
- Robert Stewart, II marchese di Londonderry, politico britannico (Dublino, n. 1769 - Loring Hall, † 1822)
- Robert Stewart, I marchese di Londonderry, politico irlandese (n. 1739 - Down, † 1821)
- Robert Marcellus Stewart, politico statunitense (Truxton, n. 1815 - Saint Joseph, † 1871)

## Principesse(1)
- Margherita Stewart, principessa scozzese (Perth, n. 1424 - Châlons-en-Champagne, † 1445)

## Principi(2)
- Giovanni Stewart, conte di Mar, principe scozzese (n. 1479 - † 1503)
- Giovanni Stewart, conte di Mar, principe scozzese (n. 1456 - Edimburgo, † 1479)

## Produttori discografici(1)
- Jim Stewart, produttore discografico statunitense (Middleton, n. 1930 - Memphis, † 2022)

## Rapper(1)
- Chali 2na, rapper statunitense (Chicago, n. 1971)

## Registe(2)
- Ellen Stewart, regista, coreografa e drammaturga statunitense (Alexandria, n. 1919 - New York, † 2011)
- Nzingha Stewart, regista, produttrice cinematografica e produttrice televisiva statunitense

## Registi(3)
- Jackson Stewart, regista e sceneggiatore statunitense (Tucson, n. 1985)
- Joey Stewart, regista, produttore cinematografico e attore statunitense
- Scott Stewart, regista, sceneggiatore e produttore cinematografico statunitense

## Sceneggiatori(1)
- Douglas Day Stewart, sceneggiatore e regista statunitense (n. 1940)

## Scenografe(1)
- Eve Stewart, scenografa britannica (Londra, n. 1961)

## Schermitrici(1)
- Susan Stewart, ex schermitrice canadese (Montréal, n. 1946)

## Sciatori alpini(1)
- Alan Stewart, ex sciatore alpino britannico (Inverkeithing, n. 1955)

## Scrittori(4)
- Chris Stewart, scrittore e batterista inglese (Crawley, n. 1951)
- John Innes Mackintosh Stewart, scrittore e critico letterario scozzese (Edimburgo, n. 1906 - † 1994)
- Paul Stewart, scrittore britannico (Londra, n. 1955)
- Trenton Lee Stewart, scrittore statunitense (n. 1970)

## Scrittrici(1)
- Mary Stewart, scrittrice britannica (Sunderland, n. 1916 - Loch Awe, † 2014)

## Tastieristi(1)
- Dave Stewart, tastierista e compositore britannico (Londra, n. 1950)

## Tenniste(2)
- Bryanne Stewart, ex tennista australiana (Sydney, n. 1979)
- Katerina Stewart, tennista statunitense (Miami, n. 1997)

## Tennisti(2)
- Hugh Stewart, tennista statunitense (Los Angeles, n. 1928 - † 2024)
- Sherwood Stewart, ex tennista statunitense (Goose Creek, n. 1946)

## Triatleti(1)
- Miles Stewart, triatleta australiano (Sydney, n. 1971)

## Trombettisti(1)
- Rex Stewart, trombettista statunitense (Filadelfia, n. 1907 - Los Angeles, † 1967)

## Tuffatori(1)
- Evan Stewart, ex tuffatore zimbabwese (Salisbury, n. 1975)

## Velisti(1)
- Ossie Stewart, ex velista britannico (Surbiton, n. 1954)

## Velociste(1)
- Kerron Stewart, velocista giamaicana (Kingston, n. 1984)

## Velocisti(2)
- Ray Stewart, ex velocista giamaicano (Kingston, n. 1965)
- Trevor Stewart, velocista statunitense (Lorton, n. 1997)

## Wrestler(1)
- Isla Dawn, wrestler britannica (Glasgow, n. 1994)

## Senza attività specificata(2)
- Esmé Stewart, I duca di Lennox, duca scozzese (n. 1542 - Parigi, † 1583)
- Walter Stewart, scozzese († 1327)